# Klistron

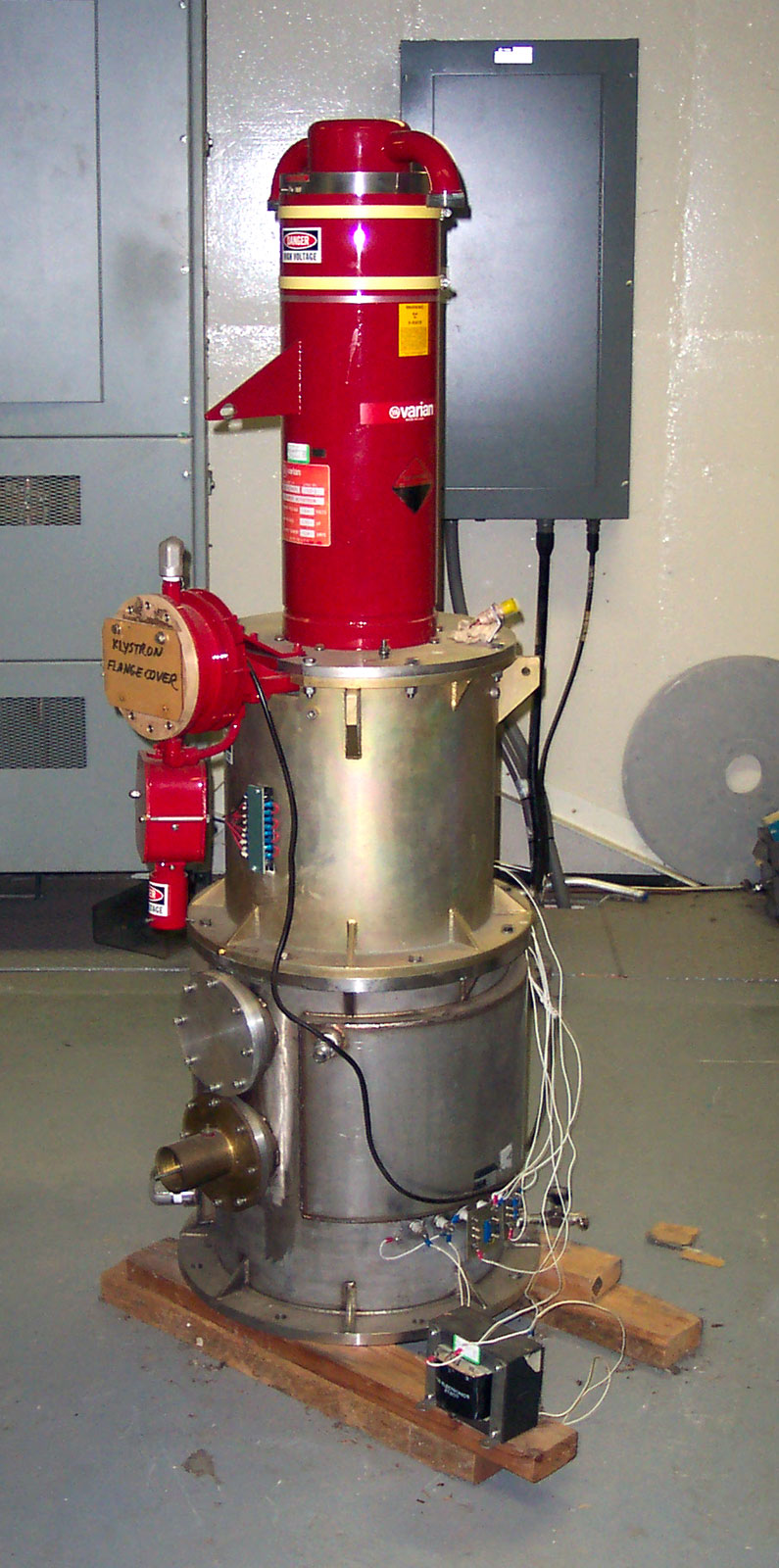
Klistron

Klistron – lampa mikrofalowa z modulacją prędkości elektronów. Służy do wzmacniania i generacji przebiegów mikrofalowych (o częstotliwościach od setek megaherców w górę). Składa się z katody wysyłającej elektrony, zespołu elektrod ogniskujących wyemitowane elektrony w wąską wiązkę, anody przyśpieszającej oraz przynajmniej dwóch rezonatorów i kolektora.
Katoda klistronu emituje elektrony, które po uformowaniu w wąską wiązkę są przyśpieszane przez anodę pracującą pod wysokim napięciem, rzędu kilowoltów. Po minięciu anody elektrony wlatują w obszar pierwszego rezonatora, który jest rezonatorem wejściowym – do niego doprowadzony jest sygnał wejściowy. Elektrony wchodzące do rezonatora mają stałą prędkość, zależną od przyśpieszającego napięcia anody. Doprowadzony do rezonatora wejściowego sygnał wzbudza w nim pole elektromagnetyczne o częstotliwości sygnału, którego składowa elektryczna równoległa do kierunku oddziałuje na elektrony, zmieniając ich prędkość. W efekcie elektrony opuszczające rezonator wejściowy mają już różną prędkość – w chwili gdy pole elektryczne miało kierunek zgodny z ruchem elektronów są one dodatkowo przyśpieszone, w przeciwnym wypadku spowolnione. Elektrony poruszając się dalej w kierunku drugiego rezonatora grupują się – elektrony szybsze doganiają wolniejsze – następuje ogniskowanie fazowe i do rezonatora wyjściowego dolatują "paczkami", a nie jako jeden ciągły strumień.
Strumień elektronów o zmiennym natężeniu wzbudza w obwodzie wyjściowym kosztem swojej energii pole elektromagnetyczne, które może zostać wyprowadzone na zewnątrz jako wzmocniony sygnał użyteczny. Po opuszczeniu rezonatora wyjściowego elektrony dolatują do kolektora. Ze względu na fakt, że obwody wejściowe i wyjściowe mają charakter rezonatorów, klistron jest lampą wąskopasmową – potrafi pracować tylko na częstotliwości zbliżonej do tej, dla której został zaprojektowany.
Aby zwiększyć wzmocnienie klistronu można pomiędzy rezonator wejściowy i wyjściowy wprowadzić jeden lub kilka rezonatorów pośrednich. Układ taki jest równoważny dwom (lub więcej) klistronom dwuobwodowym połączonym szeregowo, przy czym rezonator pośredni jest jednocześnie obwodem wyjściowym pierwszego klistronu i wejściowym następnego. Taka konstrukcja nosi nazwę klistronu wieloobwodowego (wielownękowego).
Podstawowe właściwości klistronów:
- Maksymalna sprawność osiąga wartości rzędu 40% (maksymalna sprawność teoretyczna wynosi 58%)
- Zakres częstotliwości pracy – od setek MHz do około 10 GHz. Zakres częstotliwości od dołu jest ograniczony rozmiarami (rosną wraz ze spadkiem częstotliwości) i faktem, że przy tych zakresach częstotliwości lampy siatkowe mają lepszą sprawność. Zakres częstotliwości od góry również ograniczony jest malejącą sprawnością, rozmiarami oraz (co wynika z rozmiarów) – malejącą mocą maksymalną.
- Wzmocnienie osiąga wartość od kilkunastu decybeli dla klistronów dwuobwodowych do kilkudziesięciu dla wieloobwodowych.
- Moce wyjściowe mogą osiągać wartości od pojedynczych watów do kilkudziesięciu kilowatów przy pracy ciągłej i nawet kilku megawatów przy pracy impulsowej.

Odmianą klistronu posiadającą tylko jeden rezonator  jest klistron refleksowy.